# Acalypha monococca
Acalypha monococca là một loài thực vật có hoa trong họ Đại kích. Loài này được (Engelm. ex A.Gray) Lill.W.Mill. & Gandhi mô tả khoa học đầu tiên năm 1988.